# Институты повышения квалификации
Институты повышения квалификации — высшие и организационно-методические учебные заведения в СССР и Российской Федерации, созданные в 1930 году, осуществляющие  повышение квалификации руководящих работников и специалистов соответствующих министерств, ведомств и отраслей народного хозяйства.

## История

### Советская история
С 1930 по 1940 годы Постановлением СНК СССР начали создаваться первые институты повышения, или усовершенствования  квалификации специалистов при некоторых народных комиссариатах СССР, в том числе были созданы такие системы образования как : 
- Институты усовершенствования врачей
- Институты усовершенствования учителей
- Институты повышения квалификации инженерно-технических работников.

В 1960 году на базе Институтов повышения квалификации при союзных министерствах промышленности начали создаваться Центральные курсы усовершенствования кадров. В 1967 году на базе Центральных курсов усовершенствования кадров начали создаваться первые Институты повышения квалификации руководящих работников и специалистов, эти институты создавались  министерствами и ведомствами СССР, а так же Советами Министров союзных республик СССР, общее учебно-методическое руководство этими институтами осуществлялось Министерством высшего и среднего специального образования СССР. 
Существовали два типа институтов повышения квалификации руководящих работников и специалистов: отраслевые, созданные в образовательных системах союзных министерств и межотраслевые (стандартизации и патентоведения). 
ИПК РРиС занимались организацией учебно-методической работы, подготовкой и изданием учебно-методической литературы, разработкой учебных планов и программ для отраслевой и межотраслевой системы повышения квалификации. В учебной деятельности ИПК РРиС занимались изучением слушателями эффективных методов планирования и экономического стимулирования, новейших достижений науки и техники, изучением средств механизации и автоматизации производственных процессов, научной организации труда, производства и управления с использованием вычислительной техники. 
Основной учебный процесс в ИПК РРиС был связан с прочтением лекций, выполнением лабораторных и практических работ, проведением консультаций, семинаров и выездных занятий на основных предприятий и НИИ. Помимо штатных преподавателей к проведению занятий в ИПК РРиС привлекались известные учёные и специалисты отраслей народного хозяйства. На 1972 год в системе министерств и ведомств было около сорока ИПК РРиС и семьдесят филиалов этих институтов, около семи тысяч педагогов этих институтов имели учёные степени кандидатов и докторов наук. Кроме ИПК РРиС повышением квалификации специалистов осуществлялось факультетами повышения квалификации при высших учебных заведениях и на курсах повышения квалификации на предприятиях и учебных заведениях различного профиля. Каждый год в ИПК РРиС проходило обучение свыше двести пятьдесят тысяч специалистов. 

### Российская история
В Российской Федерации учебные образовательные учреждения по повышению квалификации и профессиональной переподготовки специалистов делятся на несколько типов: отраслевые институты (при министерствах и ведомствах), региональные (при областях, краёв и республик), система повышения квалификации учреждений, предприятий и организаций. Помимо учебно-методической работы, институты занимаются проведением научных исследований а также оказанием методической и консультационной помощи. 
Основной учебный статус ИПК в России определяется в соответствии с Положением об образовательном учреждении повышения квалификации (дополнительного профессионального образования) специалистов. Согласно статье 76 Федерального закона от 29.12.2012 N 273-ФЗ (ред. от 26.07.2019) «Об образовании в Российской Федерации» дополнительное профессиональное образование направлено на удовлетворение образовательных и профессиональных потребностей, профессиональное развитие человека, обеспечение соответствия его квалификации меняющимся условиям профессиональной деятельности и социальной среды